# Felicity Morris
Felicity Morris és una guionista, productora i directora de cinema britànica, coneguda per produccions com Don't F**k With Cats: Hunting an Internet Killer o The Tinder Swindler, per la qual va rebre el premi BAFTA Director: Factual el 2023 i va ser nominada a un premi Emmy l'any 2022. El 2024 s'espera la publicació de la seva nova docusèrie American Nightmare, creada per ella mateixa conjuntament amb Benadette Higgins.
Tot i la viralitat amb què s'han difós les seves obres cinematogràfiques, Felicity Morris s'ha mostrat crítica amb basar-se només a cercar la història impactant del moment, i defensa que és més important trobar històries que despertin la creativitat i el risc. Tanmateix, també ha reconegut que el gran públic sempre buscarà grans espectacles a veure. Considera la BBC i Channel 4 cadenes que tenen «grans ambicions de fer els projectes que apleguen grans audiències així com peces d'observació més silencioses», alhora que ha elogiat l'impacte de Sky en el gènere documental.
| «                 | (anglès) I hope creativity will prevail and there might be a bit more risk taking in the stories that get commissioned, but there will of course still be a plethora of shows for people to watch. | (català) Espero que la creativitat prevalgui i que hi hagi una mica més de risc en les històries que s'encarreguen, però, per descomptat, encara hi haurà una gran quantitat de grans espectacles que la gent voldrà veure. | » |
| — Felicity Morris | | |   |

## Filmografia

### Com a productora
- Don't F**k with Cats: Hunting an Internet Killer (2019)
- Waco: Madman or Messiah (2018)
- Women in Prison (2015)
- Race for the White House (2016)
- Hidden Histories: Britain's Oldest Family Businesses (2014)
- Shackleton: Death or Glory (2013)

### Com a investigadora junior
- The Wright Stuff (2000)

### Com a directora
- American Nightmare (2024)
- The Tinder Swindler (2022)